# Dhikarim
Dhikarim (nep. ढिकारिम) – gaun wikas samiti w zachodniej części Nepalu w strefie Mahakali w dystrykcie Baitadi. Według nepalskiego spisu powszechnego z 2011 roku liczył on 711 gospodarstw domowych i 4132 mieszkańców (2157 kobiet i 1975 mężczyzn).